# Pont Gray-Couronne

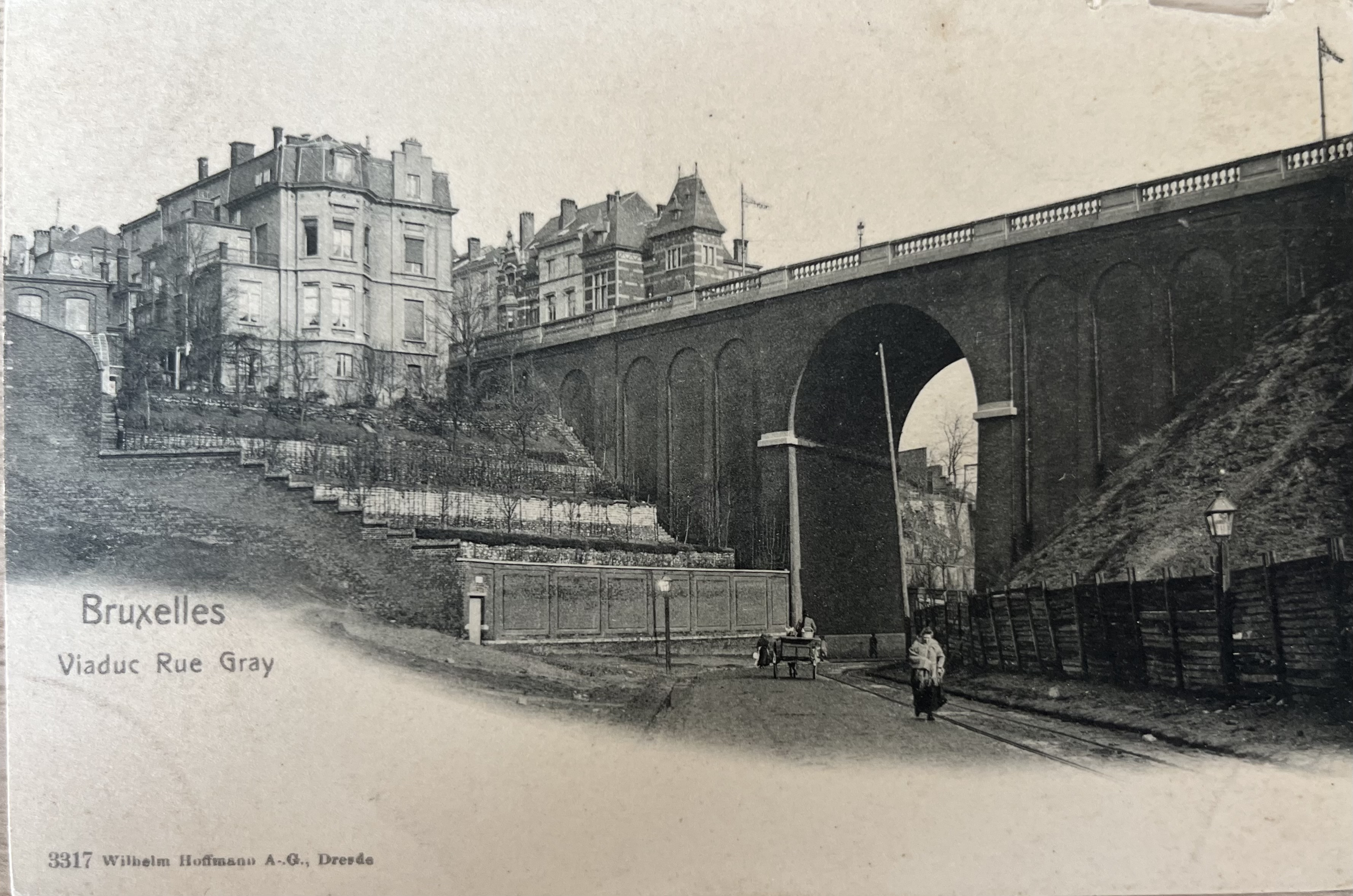

Dans les années 1860, il fut décidé de prolonger l’avenue du Trône en direction du futur boulevard Général Jacques et du bois de La Cambre.  Cet aménagement fait partie du plan Besme. Initialement nommée « rue du Trône prolongée », elle est renommée en avenue de la Couronne vers 1880-1885.
Afin de traverser la vallée du Maelbeek (en évitant des dénivelés trop importants) un pont fut construit à hauteur de la rue Gray, à proximité du pont du chemin de fer.
Le pont Gray-Couronne est un pont en arc, entièrement en maçonnerie, a une largeur d’approximativement 16 m et une portée, relativement étroite, de 11,3 m. Il est construit en brique avec un soubassement en pierre de taille ; la pierre de taille est également utilisée pour les rambardes et les bandeaux à la naissance des arcs. La voûte est comprise entre deux imposants mur en maçonnerie qui, tout en servant de butées pour l’arc, servent de support au tablier. Le pont étant légèrement biais, on peut voir une déviation des bandeaux de briques.